# S-Bahn du Vorarlberg
 (mars 2024).
Si vous disposez d'ouvrages ou d'articles de référence ou si vous connaissez des sites web de qualité traitant du thème abordé ici, merci de compléter l'article en donnant les références utiles à sa vérifiabilité et en les liant à la section « Notes et références ».
Le S-Bahn du Vorarlberg est le réseau express régional du Land autrichien du Vorarlberg. Il est intégré à l'Association régionale de transport du Vorarlberg (VVV).
Outre le Vorarlberg, le réseau a la particularité de desservir la ville allemande de Lindau, les villes suisses de St. Margrethen et Buchs ainsi que les gares de la Principauté du Liechtenstein. Deux des six lignes du réseau desservent de manière régulière trois États : la ligne S2 qui dessert l'Autriche, le Liechtenstein et la Suisse et la ligne S7 qui dessert la Suisse, l'Autriche et l'Allemagne.
Le concept a été élaboré en 2006. À terme, le réseau doit offrir une fréquence aux 15 minutes ou moins aux heures de pointe, et de 30 minutes ou moins sur les lignes secondaires et hors-pointe.
Le réseau est principalement exploité par les ÖBB, la compagnie ferroviaire publique nationale autrichienne. La ligne S4 est exploitée par la Montafonerbahn (MBS), une compagnie privée locale. La ligne S7 est exploitée par Thurbo, une filiale des Chemins de fer fédéraux suisses.

## Réseau
| Lignes de S-Bahn | Lignes de S-Bahn                                  | Lignes de S-Bahn               | Lignes de S-Bahn | Lignes de S-Bahn |
| Ligne            | Desserte                                          | Numéro dans l'horaire officiel | Opérateur(s)     | Longueur         |
| ---------------- | ------------------------------------------------- | ------------------------------ | ---------------- | ---------------- |
| S1               | Bludenz - Feldkirch - Dornbirn - Bregenz - Lindau | 401                            | ÖBB              | 67 km            |
| S2               | Feldkirch - Schaan - Buchs                        | 401                            | ÖBB              | 18 km            |
| S3               | Bregenz - Sankt Margrethen                        | 401                            | ÖBB              | 12 km            |
| S4               | Bludenz - Schruns                                 | 420                            | ÖBB MBS          | 13 km            |
| S5               | Feldkirch - Dornbirn - Lustenau                   | 401                            | ÖBB              | 40 km            |
| S7               | Sankt Margrethen - Bregenz - Lindau               | 401                            | Thurbo           | 20 km            |

## Matériel roulant
Le matériel roulant engagé sur le S-Bahn du Vorarlberg est principalement exploité par les ÖBB. On trouve également des automotrices de la Montafonerbahn sur la ligne S4 et du matériel de Thurbo sur la ligne S7.

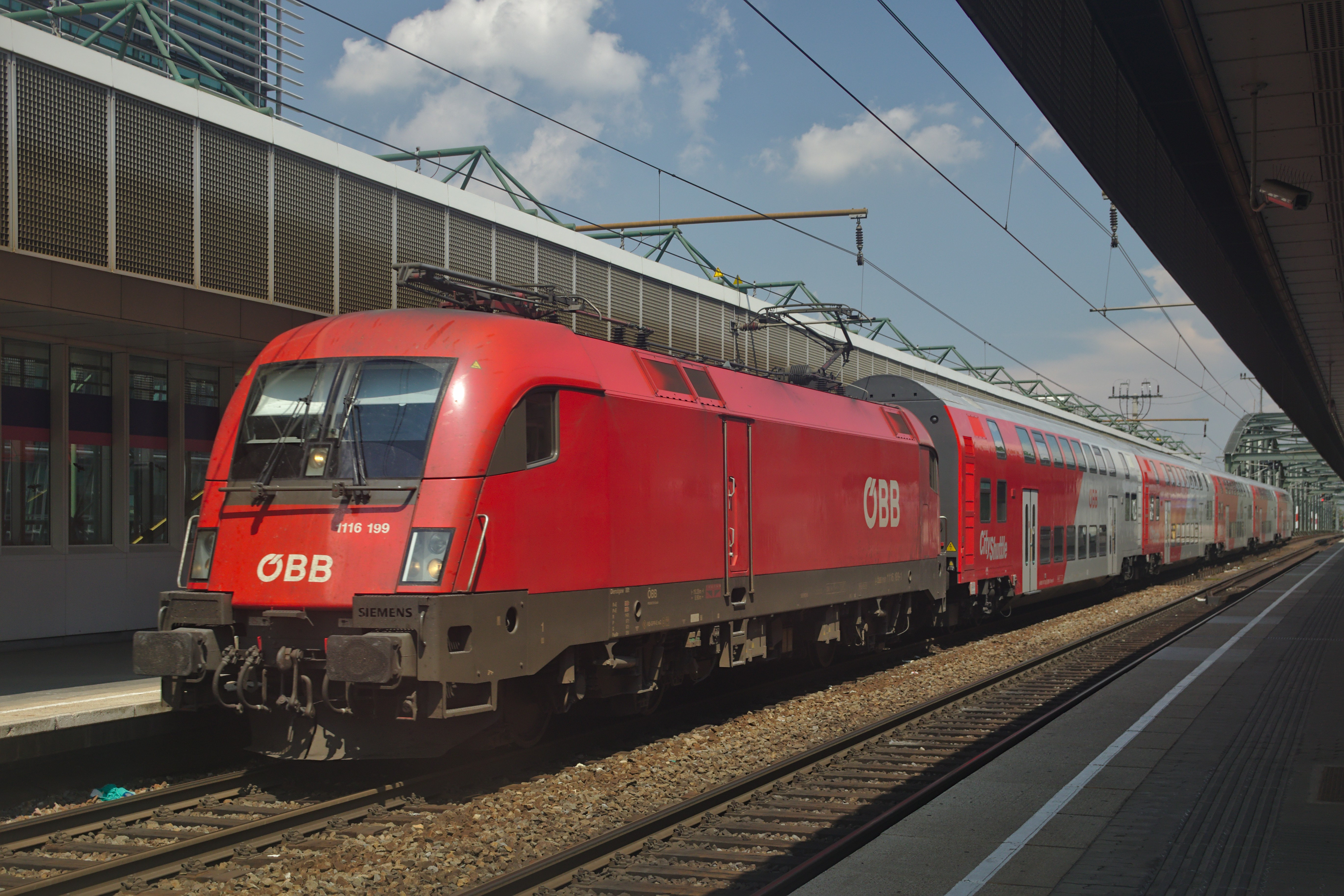
Locomotive Taurus avec une composition à deux niveaux de type 86-33  S1
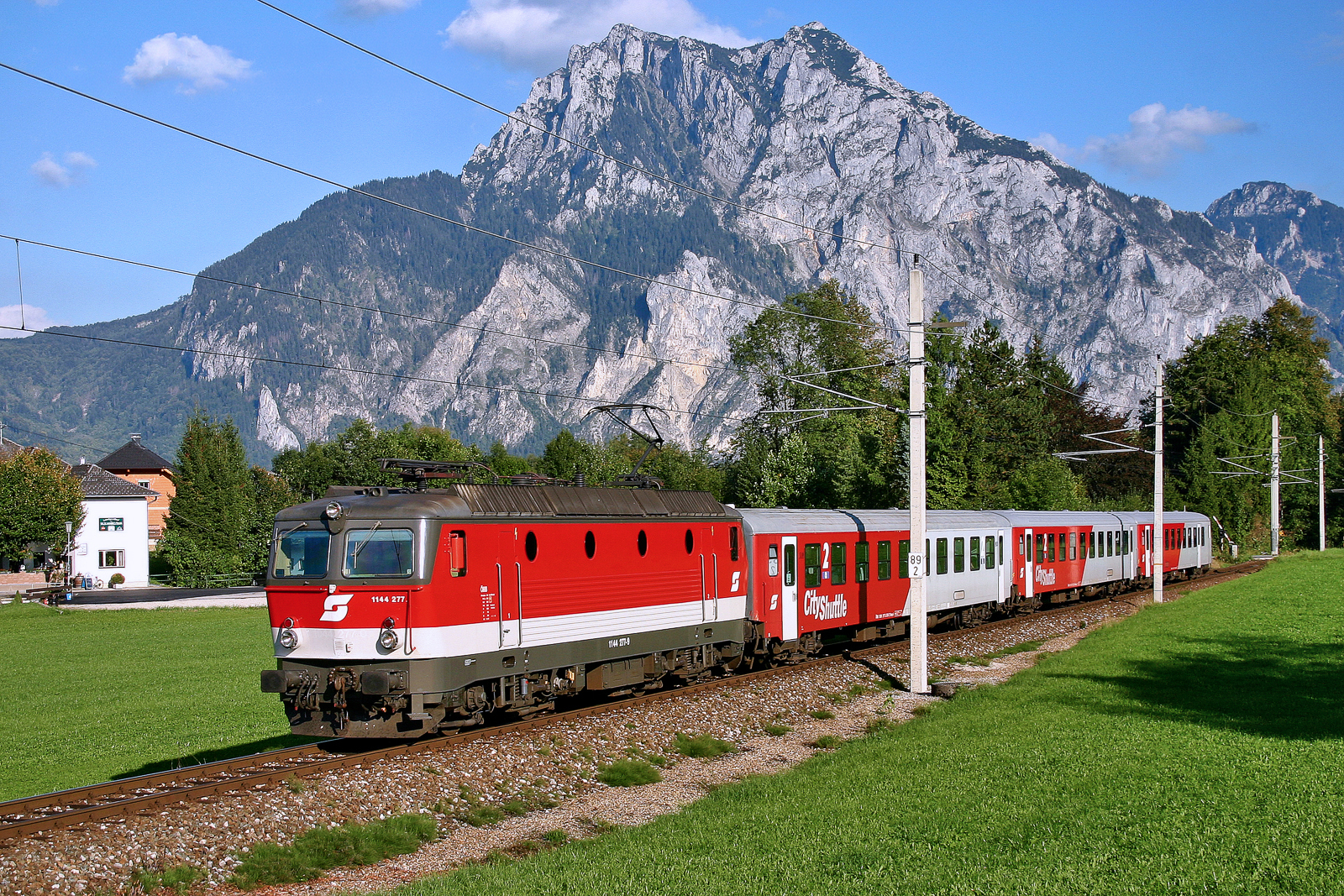
Locomotive de la série 1144 avec une composition réversible de type 80-73  S1
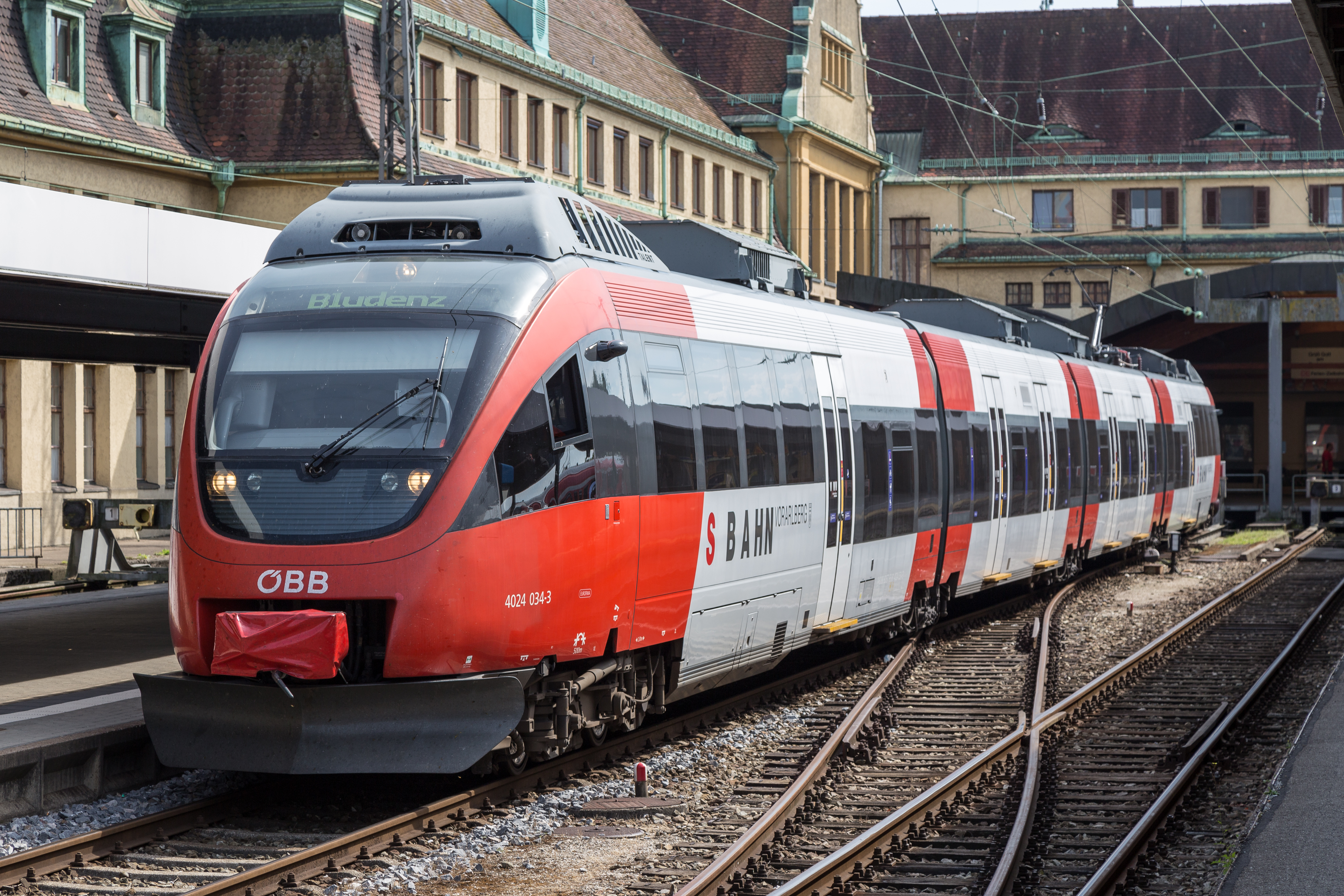
Automotrice Talent S1 S2 S3 S4 S5
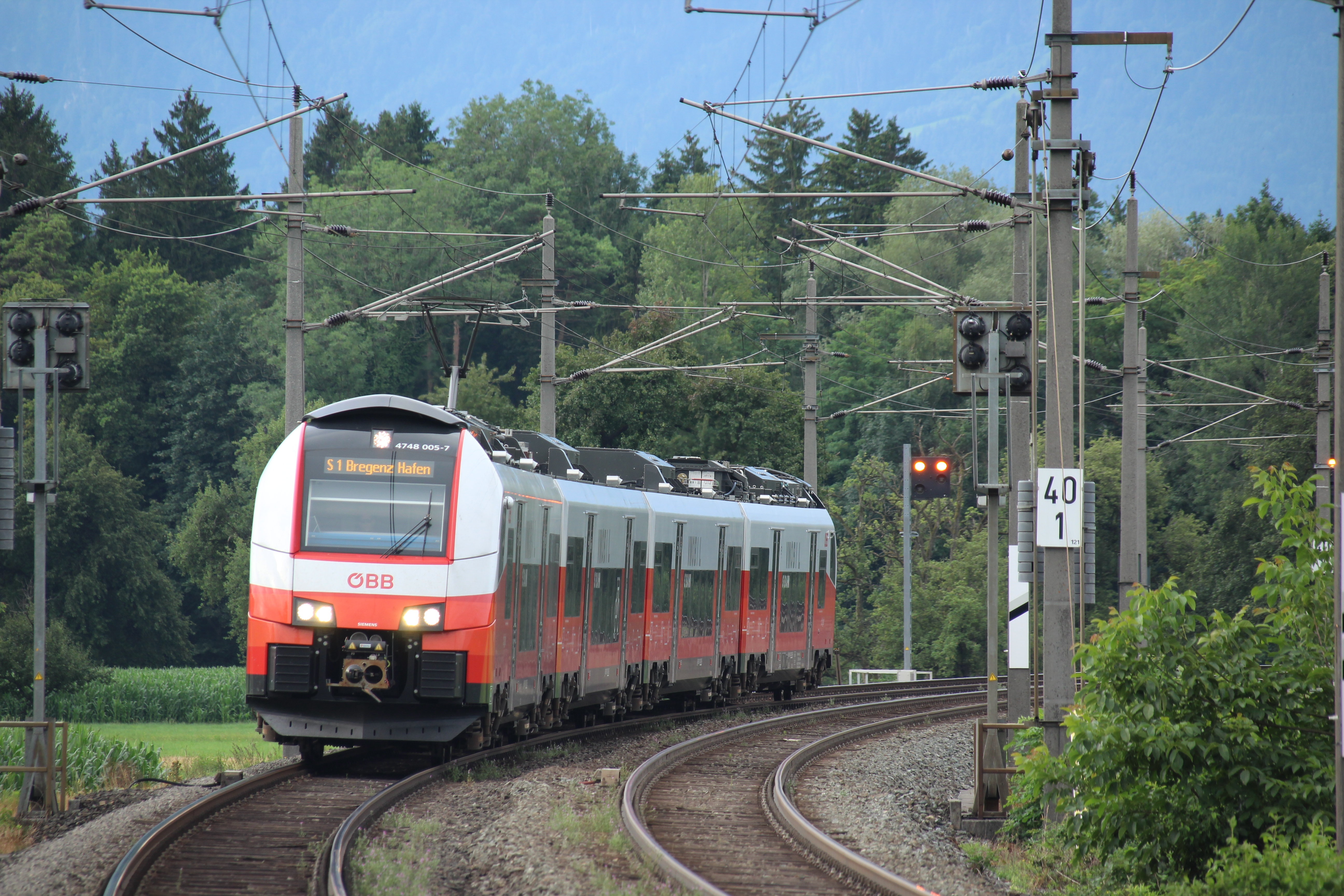
Automotrice Desiro S1 S3 S4 S5
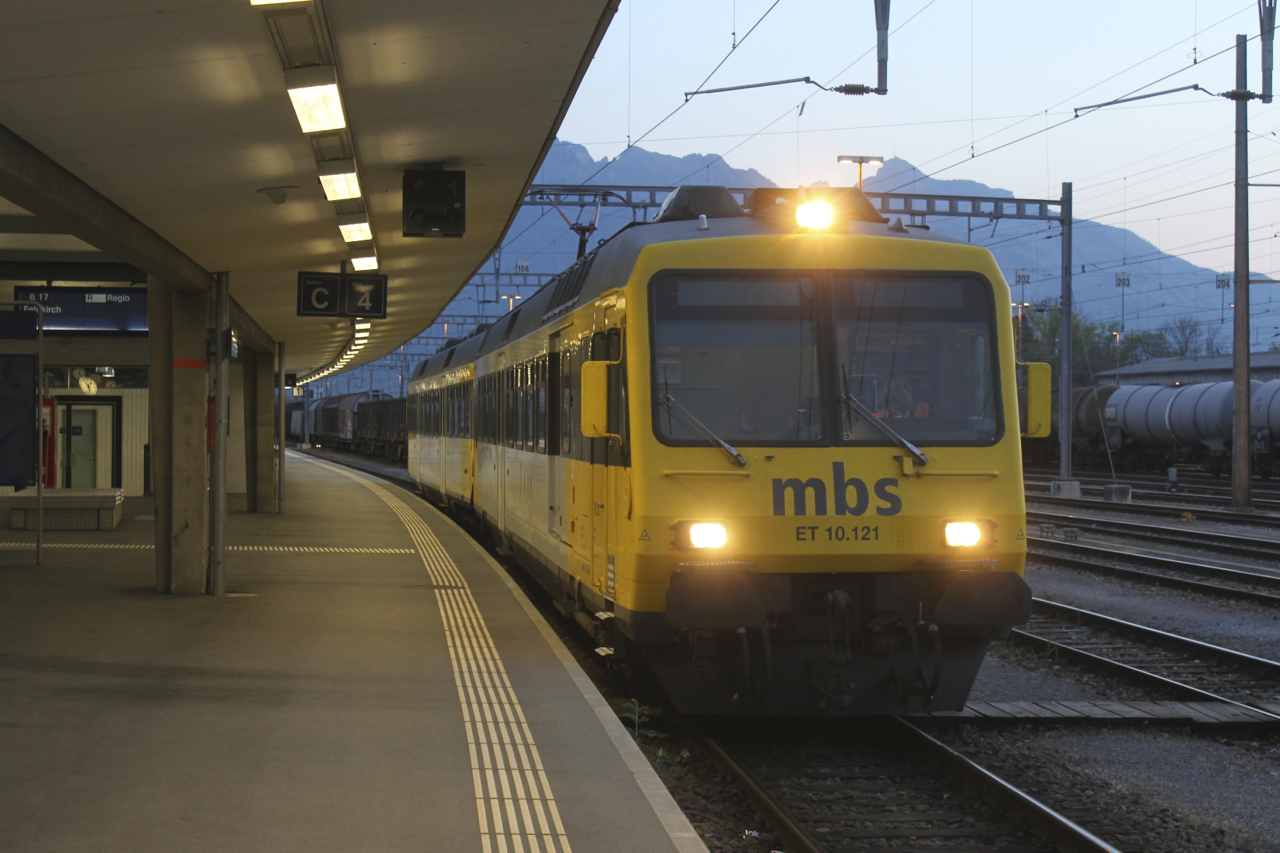
Automotrice NPZ S4
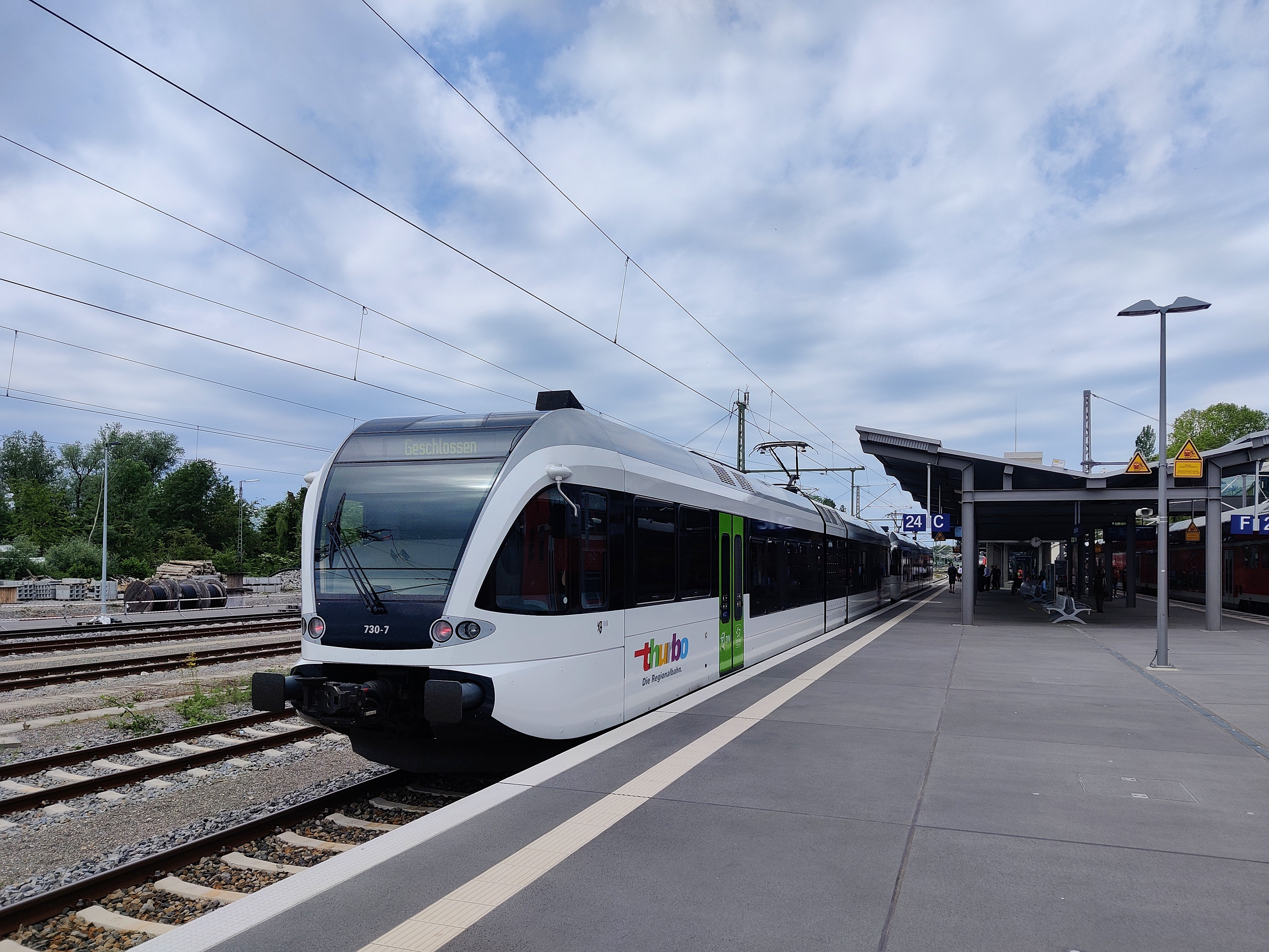
Automotrice GTW S7